# Aurora Castillo

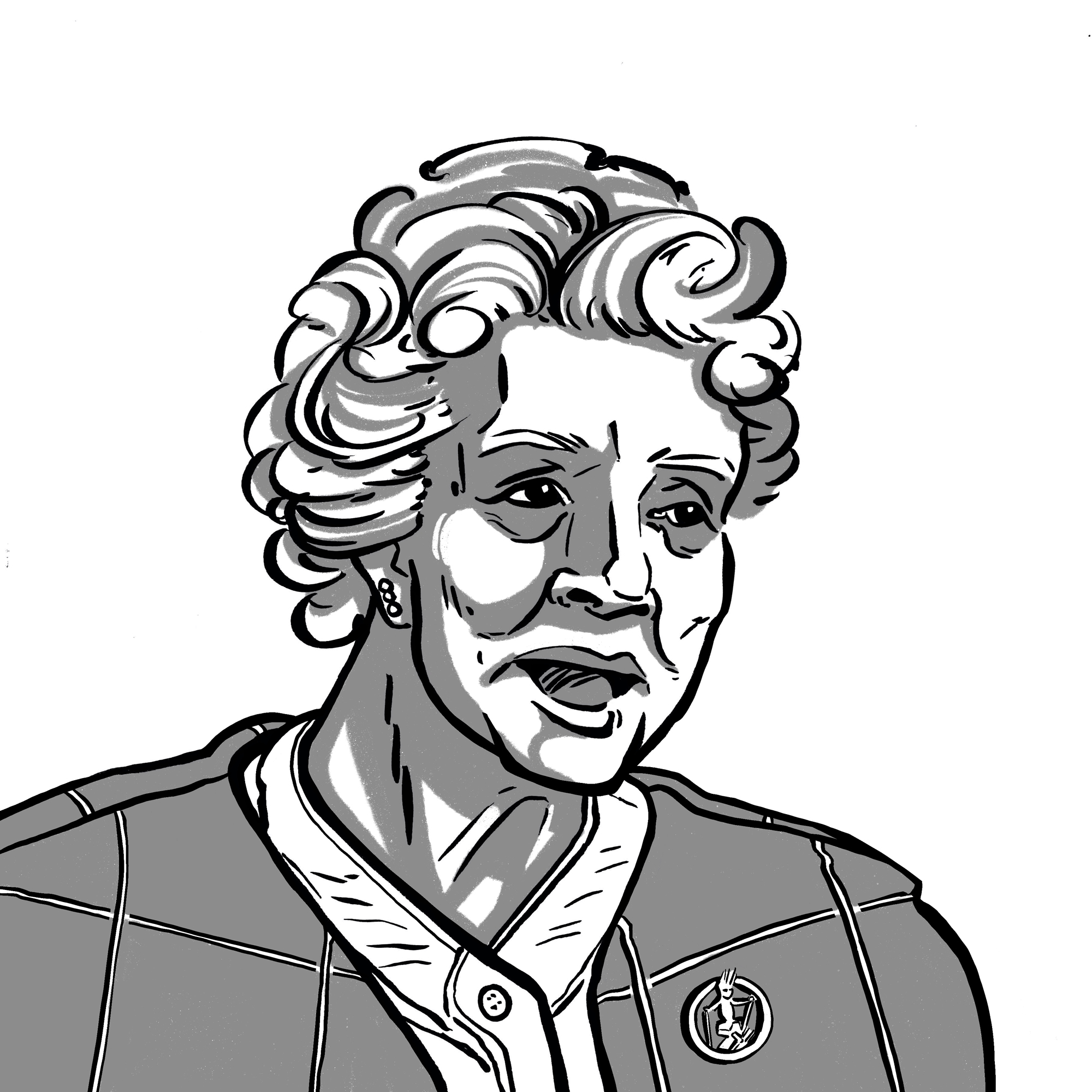
Aurora Castillo

Aurora Castillo (1914–1998) là nhà hoạt động bảo vệ môi trường người Mỹ gốc México, cư ngụ ở Los Angeles.
Bà là người đồng sáng lập tổ chức "The Mothers of East Los Angeles (MELA)" (Các người mẹ vùng Đông Los Angeles) vào năm 1984. Tổ chức này đã đấu tranh chống việc lập một đường ống dẫn dầu đã được hoạch định thời gian thực hiện, cùng chống việc lập một lò thiêu rác độc hại đã được lập kế hoạch, và đã ngăn chặn một nhà máy xử lý rác nằm gần một trường trung học.
Castillo đã được tặng thưởng Giải Môi trường Goldman năm 1995.